# Neue Nationalgalerie
 (octobre 2019).
Si vous disposez d'ouvrages ou d'articles de référence ou si vous connaissez des sites web de qualité traitant du thème abordé ici, merci de compléter l'article en donnant les références utiles à sa vérifiabilité et en les liant à la section « Notes et références ».

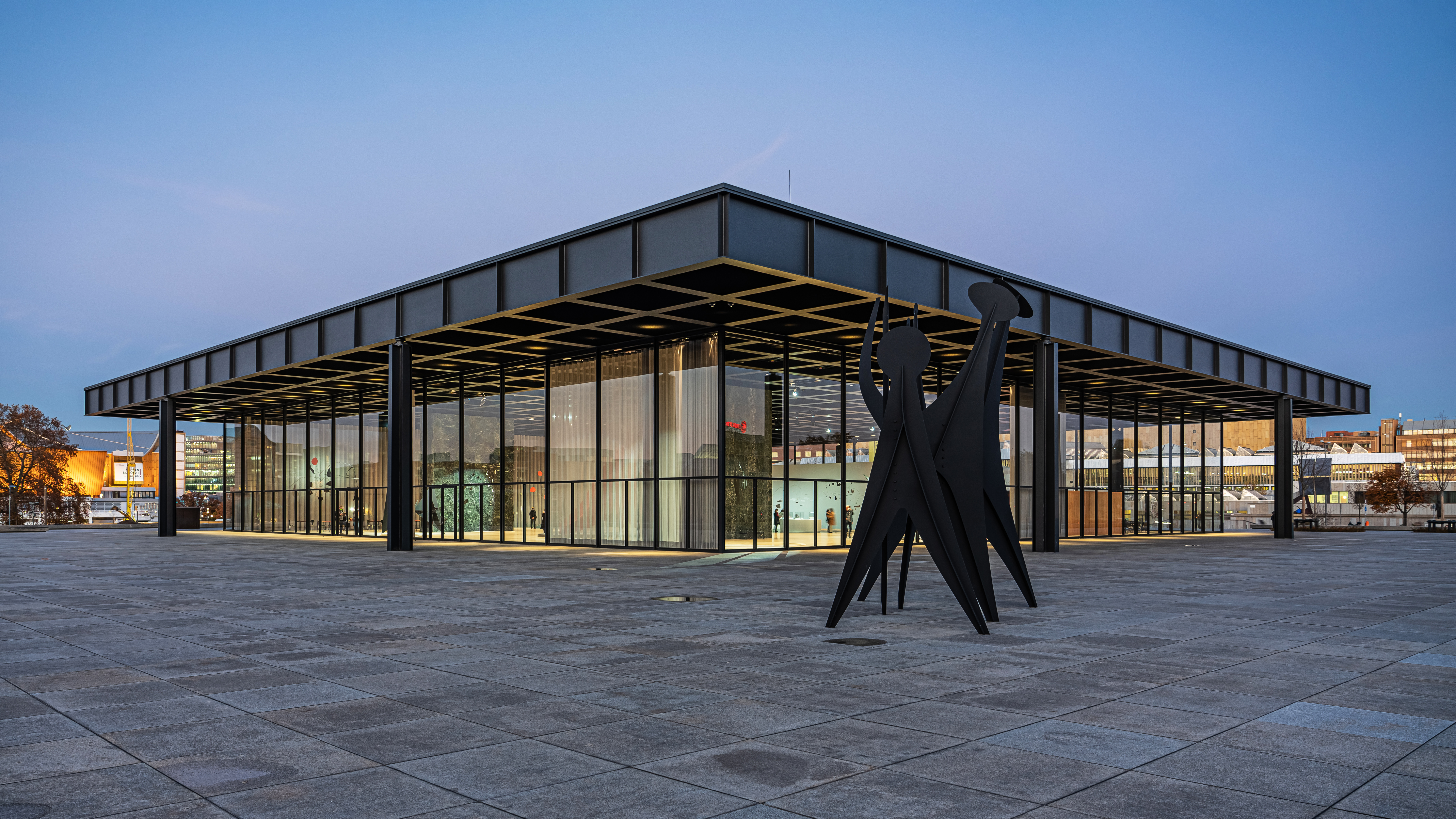
L'entrée de la Neue Nationalgalerie, dont l'essentiel des salles se trouvent dans le soubassement. Au premier plan, un stabile de Calder.

La Neue Nationalgalerie (« nouvelle galerie nationale ») est un musée de Berlin construit par Ludwig Mies van der Rohe, construit à partir de 1963 et inauguré en 1968, qui abrite des collections d'art moderne du XXe siècle. 

## Histoire
Le musée est destiné à être le pendant de la Alte Nationalgalerie, le musée des Beaux-Arts de la ville qui regroupe des collections classiques et académiques.
Il s'agit de l'unique bâtiment réalisé par Mies van der Rohe en Allemagne, après son émigration aux États-Unis en 1938. L'édifice, considéré comme une œuvre pionnière de l'architecture moderne, s'inspire de plans datant de 1957 qu'il avait conçu pour un immeuble pour l'administration de la marque Bacardi à Santiago de Cuba. Il n'a jamais construit en raison de la révolution cubaine. Le plan a finalement servi de base pour le Museum Georg Schäfer de Schweinfurt et la Neue Nationalgalerie. 
Le bâtiment a été construit dans le contexte de la reconstruction d'après-guerre, notamment pour oublier les traumatismes et particulièrement l'ancienne « Maison du tourisme » encore présente à cet emplacement dans les années 1950. 

## Architecture
Le hall d'exposition a une surface de 5000 mètres carrés. Il est entouré d'une paroi de verre d'une surface de 2 500 mètres carrés et recouvert d'un toit en terrasse métallique soutenu par huit piliers en acier ainsi que deux colonnes larges recouvertes de marbre. L'architecture en verre et acier est caractéristique du travail de Mies. La structure donne ainsi l'impression d'une grande légèreté. 
L'esplanade est ornée de sculptures d'Henry Moore, Richard Serra et d'Alexander Calder, entre autres.
Les salles du musée se trouvent dans le soubassement habillé de granit. 

## Restauration
Entre 2012 et 2021, la Neue Nationalgalerie a fermé pour restauration. Le cabinet d'architectes de David Chipperfield s'est chargé de la rénovation des espaces et de l'extension de la réserve des œuvres. Le but était de faciliter la visite, installer l'air conditionné, supprimer les problèmes de sécurité, réparer les dégradations de l'architecture tout en conservant le projet et l'esthétique initiaux de Mies van der Rohe.
Avec la décision de construire le Berlin Modern voisin, qui sera relié au sous-sol de la Neue Nationalgalerie, la surface d'exposition de la Nationalgalerie sera multipliée à partir de 2026(de) .

## Collections
Les collections de la Neue Nationalgalerie, bien qu'endommagées par les nazis lors de leur chasse à l'« art dégénéré » (entartete Kunst), rassemblent un bel ensemble de peintures et sculptures du début du XXe siècle aux années 1960 : expressionnisme allemand et autrichien (groupe Die Brücke : Ernst Ludwig Kirchner, Karl Schmidt-Rottluff), sculptures de Käthe Kollwitz, cubisme (Pablo Picasso et Fernand Léger), œuvres du Bauhaus (Paul Klee), Surréalisme (Max Ernst), Yves Klein, Edo Murtic, Barnett Newman, Mark Rothko, Pierre Soulages. Le musée accueille également des expositions temporaires d'envergure internationale.